# Gilet (joc de cartes)
Gilet, també Gile, Gillet, és un joc de cartes d' atzar italià del segle XVI que probablement és anterior al joc de Primero. Rabelais, el 1534, li dona un lloc privilegiat a la seva llista de jocs jugats per Gargantua, i Cardano, el 1564, el descriu com Geleus, de la paraula Geleo, que significa "ho tinc".

## Història

### Versió italiana
Una de les versions italianes del nom és Gilè. El Manuale dei Giuochi, publicat a Trieste el 1593 enumera una sèrie de jocs jugats a Itàlia en aquella època, i entre ells el joc de Gilet. Al diccionari del 1611 de John Florio s'explica que el joc de Gilet era " com el nostre poste i paire ", sent "Gé", la paraula per dir "Parella", que és un de les designacions de la versió francesa.

### Versió francesa
El nom de Gilet es va canviar per Brelan en temps de Carles IX (1550–74). es va competir pel que fa al millor punt de flaix. Va aparèixer per primera vegada a l' Académie Universelle des Jeux el 1718, tot i que les seves referències anteriors daten de 1610 i 1640.

### Versió espanyola
Barnes descriu la variant espanyola com "Giley", que diu que es jugava molt a les fires de cavalls i, per tant, per associació, un joc de gitanos. Va ser jugat per quatre o més jugadors als quals se'ls va repartir quatre cartes cadascun d'un paquet de 28 cartes i un millor enfrontament el va guanyar un enfrontament. Amb un Ace que val 11, pistes, treys i deucs 10 cadascun, i Seven val 7, de manera que un valor de quatre valors valeria 37-41 punts, un valor de tres colors 27-30, etc. No és diferent Golfo, un joc d’origen basc, declarat per Barnes com el rei dels jocs d’atzar i jugat també com a Goffo a Itàlia i Gofo a l’Uruguai.

## Joc
El joc de Gilet el juguen quatre jugadors, que juguen tots ells a la llarga. S'utilitza una baralla de Piquet de 32 cartes, de 7 a A. Els asos són més alts que el rei, que és més alt que la reina, que és més alt que el gat, etc.
Després d’examinar les seves cartes, cadascun contribueix amb dos taulells, que valen tant com acorden els jugadors, a un pot comú al mig de la taula. A continuació, el repartidor dona tres cartes a cadascun dels jugadors, una darrere l’altra.
Qualsevol de les dues olles al mig de la taula té dret al Gé, o Parell. És possible que els jugadors apostin per parelles i que el jugador que tingui la parella més alta tregui els diners dipositats prèviament al pot i també les apostes dels altres jugadors, tret que un o més tinguin un tricó, la combinació més alta de cartes, és a dir, tres asos, tres reis, tres reines, etc.
Quan un dels jugadors guanya amb una parella, el joc es transmet al segon pot amb dret al punt o al flux. Tenir flux és tenir tres cartes del mateix vestit, etc. No només depèn del primer jugador que es quedi en un joc simple o aposti pel que vulgui per al segon pot, sinó també del segon jugador que augmenti l’aposta apostada pel primer jugador o que concedeixi l’import de l’aposta que passa. no té bona mà.
Dos asos valen vint i mig, un as i un rei, o una altra carta del mateix vestit que val deu, valen vint-i-un i mig. També dos asos i un rei, o una altra carta del mateix vestit que val deu, valen vint un i mig, també les altres cartes que valen el seu valor i que han de ser del mateix vestit per sumar el diverses cartes juntes. Després d'això, el jugador aposta tant com vulgui i els jugadors que tinguin combinacions més altes continuïn el joc, és a dir, si tenen Flow o no. Diem que qui guanya més punts sempre guanya, perquè el jugador amb un flux més alt sempre té més punts.